# Franklin (månekrater)
 For alternative betydninger, se Franklin. (Se også artikler, som begynder med Franklin)
Franklin er et nedslagskrater på Månen. Det befinder sig i den nordøstlige del af Månens forside og er opkaldt efter den amerikanske polyhistor Benjamin Franklin (1706 – 1790).
Navnet blev officielt tildelt af den Internationale Astronomiske Union (IAU) i 1935. 

## Omgivelser
Nord-nordvest for Franklinkrateret ligger det mindre Cepheuskrater, og i den modsatte retning ligger det flade Berzeliuskrater.

## Karakteristika
Franklins rand er nogenlunde cirkulær, men der findes et par udadgående buler i dens vestlige side. Den indre kratervæg falder i terrasser, og der er en central top i kraterbundens midte. En snæver kløft løber mod vest-sydvest over bunden og passerer nord om denne top.

## Satellitkratere
De kratere, som kaldes satellitter, er små kratere beliggende i eller nær hovedkrateret. Deres dannelse er sædvanligvis sket uafhængigt af dette, men de får samme navn som hovedkrateret med tilføjelse af et stort bogstav. På kort over Månen er det en konvention at identificere dem ved at placere dette bogstav på den side af satellitkraterets midte, som ligger nærmest hovedkrateret. Franklinkrateret har følgende satellitkratere:
| Franklin | Længde  | Bredde  | Diameter |
| -------- | ------- | ------- | -------- |
| C        | 35,7° N | 44,3° Ø | 15 km    |
| F        | 37,5° N | 47,7° Ø | 38 km    |
| G        | 40,1° N | 48,1° Ø | 7 km     |
| H        | 37,1° N | 43,7° Ø | 6 km     |
| K        | 39,1° N | 51,4° Ø | 20 km    |
| W        | 37,8° N | 43,7° Ø | 6 km     |

## Måneatlas
- Billeder af Franklinkrateret i LPI-måneatlasset